# Al-Shamiyya, Kuwait
al-Shamiyya (arabiska: اَلشَّامِيَّة), även transkriberat ash-Shamiyya, är ett distrikt (mintaqa) i Kuwait, i Huvudstadsprovinsen och ligger i huvudstaden Kuwait.   Antalet invånare var 13 762 år 2013.